# Claudie Haigneré
Claudie Haigneré tidigare Claudie André-Deshays, född 13 maj 1957 i Le Creusot, är en före detta fransk astronaut.
När hon besökte rymdstationen Mir 1996, blev hon den första franska kvinnan i rymden. 2001 besökte hon även Internationella rymdstationen (ISS).
Hon är gift med astronauten Jean-Pierre Haigneré.

## Rymdfärder
- Sojuz TM-24, Mir-Cassiopée, Sojuz TM-23
- Soyuz TM-33, ISS-Andromède, Sojuz TM-32